# 永豊 (砲艦)
| 永豊               | 永豊 |
| ------------------ | --- |
| 中山と改名後の永豊 | |
| 艦歴               | |
| 建造所             | 三菱造船長崎造船所（船番215）                                                                                          |
| 起工               | 1910年12月13日 |
| 進水               | 1912年6月5日 |
| 竣工               | 1913年1月9日 |
| 喪失               | 1938年10月24日 |
| その後             | 1997年1月20日、北京当局により浮揚され、修理後に記念艦                                                                  |
| 性能諸元           | |
| 排水量             | 常備：780トン 満載：-トン                                                                                              |
| 全長               | 65.837m |
| 全幅               | 8.8m |
| 吃水               | 3.048m |
| 機関               | 形式不明石炭専焼水管缶2基 +直立型二段膨張式三気筒レシプロ機関2基2軸推進                                                |
| 最大 出力          | 1,350hp |
| 最大 速力          | 13.5ノット |
| 航続 距離          | -ノット/-海里 |
| 燃料               | 石炭：190トン |
| 乗員               | 軍官：19名 士官・兵員：121名                                                                                           |
| 兵装               | アームストロング 10.2cm（50口径）単装速射砲1基 オチキス 4.7cm（43口径）単装機砲4基 オチキス 3.7cm（43口径）単装機砲2基 |
| 装甲               | 甲板：25,4mm（主甲板）                                                                                                 |

永豊（えいほう）は清朝、および中華民国の海防艦。永翔級砲艦の2番艦。孫文の死後「中山」と改名。数々の政治的事件の舞台となったことで知られる艦である。

## 艦歴

### 建造
1894年、李鴻章の北洋艦隊は黄海海戦にて全軍艦を喪失。清朝政府は海軍の再建に巨額な出費を強いられることとなった。1909年、海軍大臣に就任した載洵と薩鎮氷提督は海軍再編に奔走、ドイツ、イギリスなどの列強各国に巡洋艦や駆逐艦、魚雷艇などの建造を発注した。その一環として1910年、載洵は薩鎮氷を通じ、日本の三菱造船長崎造船所および川崎造船所に新たな二隻の洋式軍艦の建造を依頼した。建造費は当時の日本円にして68万円という莫大な金額で、財政難の清は日米英など五か国銀行からの借款で賄い、5回に分割して支払う予定であった。契約は同年8月15日成立した。
本艦は長崎造船所にて同年起工。1912年6月5日午前10時30分進水。進水式では安藤知事、井手事務官、西川控訴院長、王民団領事代理、米領事ダイクマン、ロシア領事ヴィウォレス、ドイツ代理領事ブットマン、ロシア義勇艦隊隊長長崎支店長アスベレフ少将、横山長崎要塞司令官、椎名港務官、北川市長、橋本辰二郎長崎商業会議所会頭、北方炭鉱馬場卓一らが出席しており、永豊の進水に海外からも関心が高かったことが窺える。8月26日に公式運転を行い、16ノットの好成績を得た。辛亥革命の結果代金滞納が発生して引き渡しが遅れたものの、支払いについて合意が成立したため1913年1月9日に清朝を継承した中華民国（北京政府）側に引き渡された。
中国への回航は日本側の手によって行われ、1月15日に呉淞に着き、20日に引き渡し完了した。
「永豊」は第一艦隊配備となり、はじめは山東省廟島に、次いで岳州に配備された。初代艦長には林霆亮が就任した。1913年の7月から8月の第二革命では袁世凱側で南京での戦闘に参加した。護国戦争では第一艦隊は護国軍側についた。

### 護法運動での活躍
1917年7月、海軍総長の程璧光が第一艦隊の「永豊」など5隻を率いて広州に南下。他の艦と合わせて西南護法艦隊と称した。この時の「永豊」艦長は魏子浩であった。12月、福建督軍李厚基などの恵州攻撃に対して「永豊」などが派遣された。続いて竜済光との戦闘に護法艦隊は参加した。

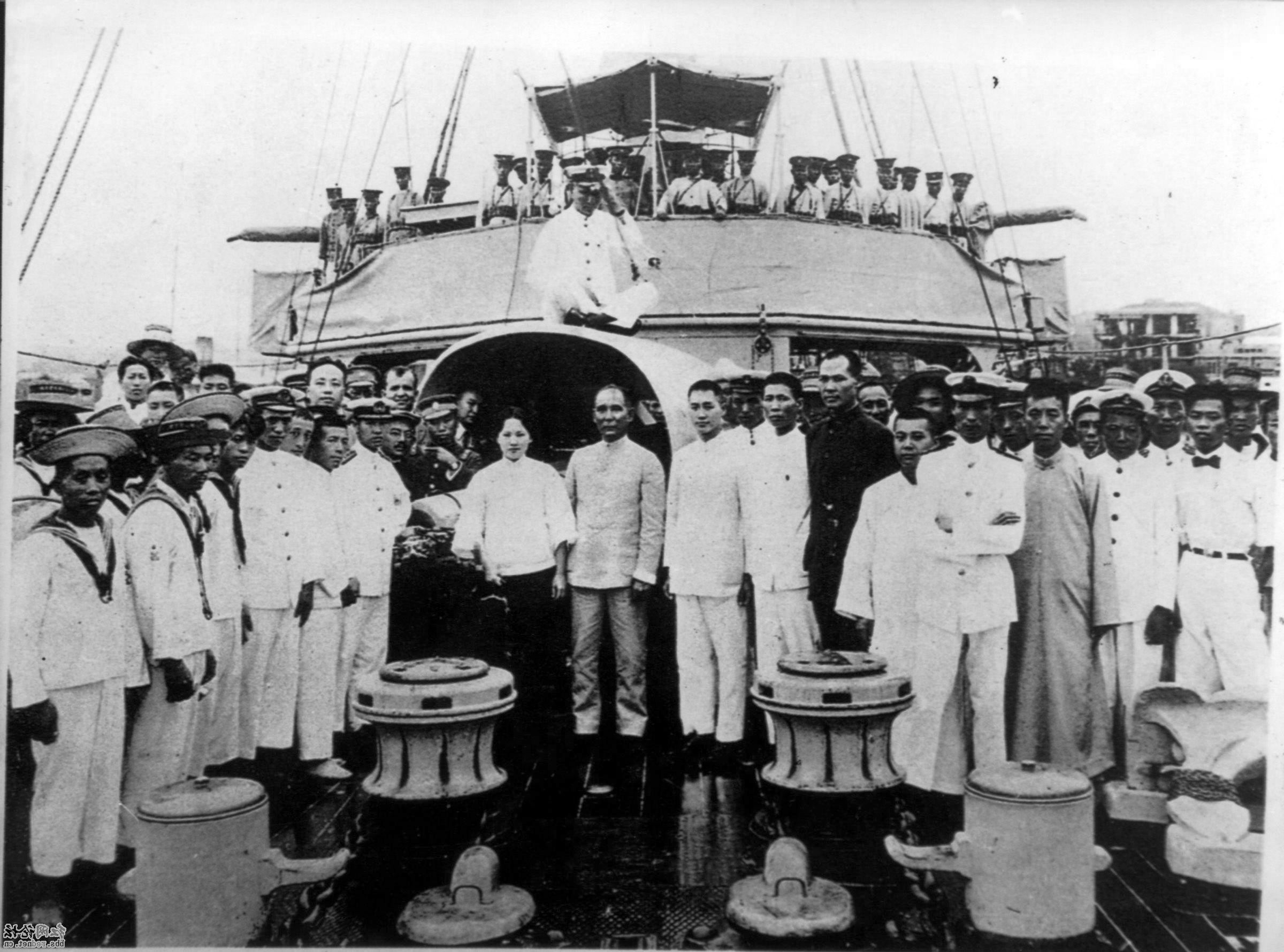
六・一六事変の翌年、永豊艦上の孫文夫妻。

その後護法軍政府は崩壊するが、1920年に陳炯明が広東を奪還し、迎え入れられた孫文は広東護法軍政府を再建。1922年4月、孫文は護法艦隊の指導権奪取を図り、戦闘の結果奪取に成功。この際、「永豊」では航海副長が死亡した。また、この時の「永豊」艦長毛仲芳は広州市内で逮捕された。次の「永豊」艦長には馮肇憲が就任した。
1922年6月16日に陳炯明が孫文に反旗を翻すと、孫文は「宝璧」（または「楚豫」）に逃れ、それから馮肇憲の要請に応じて「永豊」へ移った。孫文は「永豊」から指揮を執り「永豊」などを率いて艦砲射撃も実施したが、大型艦は孫文側から離れたため黄埔からの脱出を余儀なくされ、その際に「永豊」は6発被弾して戦死者5名を出した。その後「永豊」は白鵝潭に停泊したが、8月9日に孫文は香港へと去った。その後、「永豊」など4隻は海軍艦隊司令温樹徳に接収された。
陳炯明は1923年1月には広州から駆逐され、孫文は第三次広東軍政府を作った。
1923年2月1日、決死隊を組織した欧陽琳が永豊に乗り込み、乗組員に孫文擁護への決起を促す。決起はたちまち成功し、艦長・常光球を追放して仙頭に向かうと、同じく決起した肇和、楚豫と合流、「仙頭艦隊」を組織して孫文擁護の通電を発する。12月、温樹徳は姉妹艦の永翔を含む7隻を率いて北洋政府に参加するが、永豊は飛鷹、舞鳳、福安とともに広州に留まる。
広州商団が反乱を起こすと、1924年8月20日、孫文と蒋介石の命を受け、商団軍の武器を乗せた運搬船ハーバード号を白鵝潭で拘留する。
11月13日、北京での軍閥との講和に赴く孫文・宋慶齢を乗せ白鵝潭を発する。道中浅瀬に乗りあげるアクシデントがあったが、自力で脱出、黄埔島に立ち寄り軍官学校を視察、その後ソ連軍巡洋艦ビロフスキー号の護衛の下香港まで乗せると、孫文は春洋丸に乗り換え上海、神戸を経て北京に到着、そのまま広州に戻る事はなく翌1925年3月12日、同地で亡くなった。4月13日、国民党中央執行委員会の決定により永豊は “中山”と改名された。同日の改名式典では、留守役胡漢民、商民部長伍朝枢、廖仲愷、徐謙、鄧沢如、粤軍総司令代理許崇智、警衛司令呉鉄城、広東江防司令李宗黄、朱培徳、胡思舜らが乗艦した。なお、中山とは孫文の号である。

### 中山艦事件
1926年3月18日、共産党員であるとともに中山艦の艦長をつとめていた李之竜中将は蒋介石の名義とされる広州寄港の命を受けたが、蒋介石はこれを共産党及び国民党左派によるクーデターとみなし李中将を逮捕(のち死刑)、それに伴い周恩来ら黄埔軍官学校の共産党員を監禁、国民党左派の鄧演達を監視下に置いた。これはのちに中山艦事件と呼ばれる事となる。間もなく艦長は黄埔海軍学校校長の欧陽格へと交替された。
蒋介石による中国統一後も反蒋介石の紛争が続き、そのうちの一つ粤桂戦争で「中山」は広西軍に対する砲撃を行っている。陳済棠と「中山」の属する艦隊を率いる陳策の戦いでは「中山」は資金調達に従事したり、武器運搬船を拿捕するなどした。1932年8月に「中山」は南京国民政府の第一艦隊に編入され、長江配備となった。1932年の福建事変では「中山」も反乱鎮圧に従事した。

### 最期
武漢攻略戦中の1938年10月24日正午近く、嘉魚付近を航行中のところを粤漢線鉄橋爆撃の帰途についていた日本海軍第十五航空隊の艦爆6機（井上文刀大尉指揮）により発見され、命中弾一発を受ける。続いて12時～14時ごろ、渡辺初彦大尉指揮の艦攻3機により機銃掃射、艦首に命中弾一発を受ける。金口鎮付近にて亀義行大尉の艦爆6機より命中弾2発を受け、午後4時半ごろ沈没。当時乗艦していた乗組員99名のうち、艦長の薩師俊中佐以下25名が死亡、数名が行方不明となった。

### 復元
それから約50年が過ぎた1986年、湖北省文物部は中山艦の引き揚げ計画を発案、88年5月、南海艦隊が正式な位置を特定した。浮揚後の展示場所については、江蘇省が88年に、広東省が91年に中山艦の受け入れを主張するなど一悶着あったが、1995年11月24日、国家文物局により湖北省の管理に置かれる事が決定した。
1996年11月12日、孫文の生誕130周年を記念し引上げ作業が実行に移された。1997年1月20日、全ての引き上げ作業が終了。その際、双眼鏡やランプ、食器など約3400件もの貴重品が発見され、中国各地で展示された。
1999年11月12日から湖北造船廠にて修復作業が始まり、2001年に修理後に記念艦となる。現在、武漢中山艦博物館として一般開放。

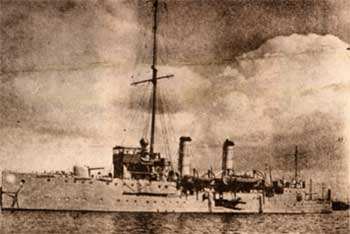
中山艦
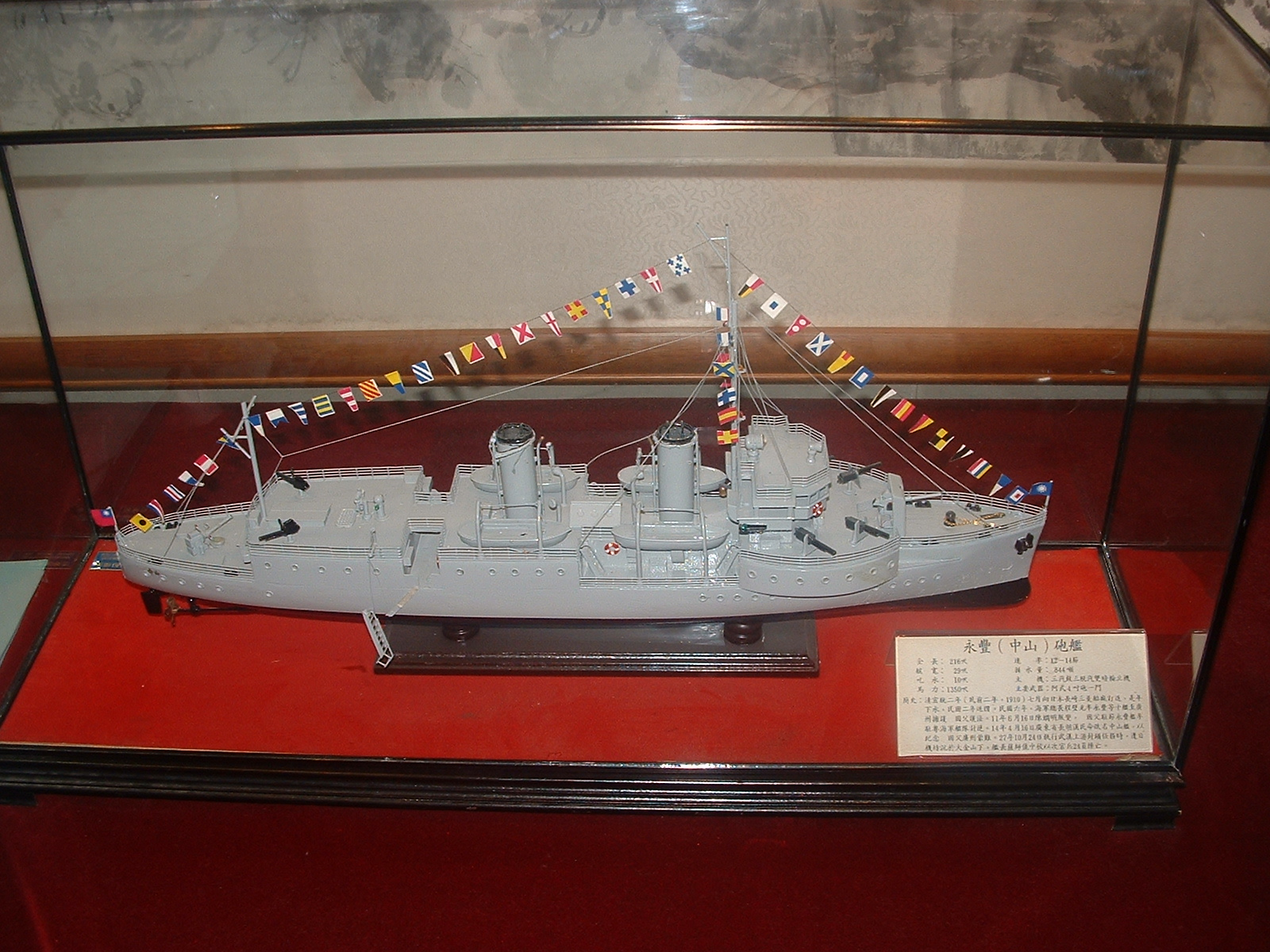
国立国父紀念館（台北市）にある中山艦の模型。
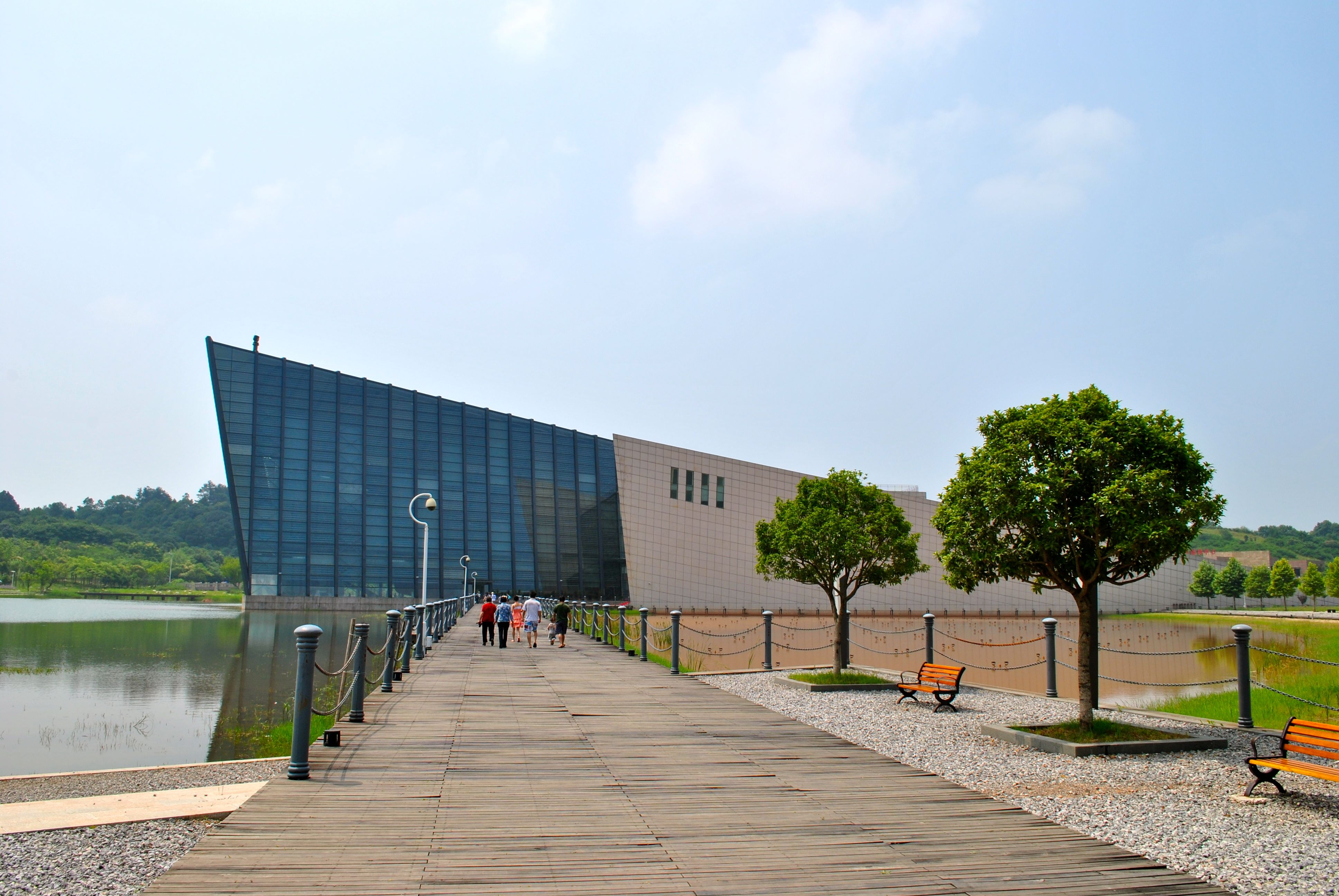
zh:中山艦博物館外観。
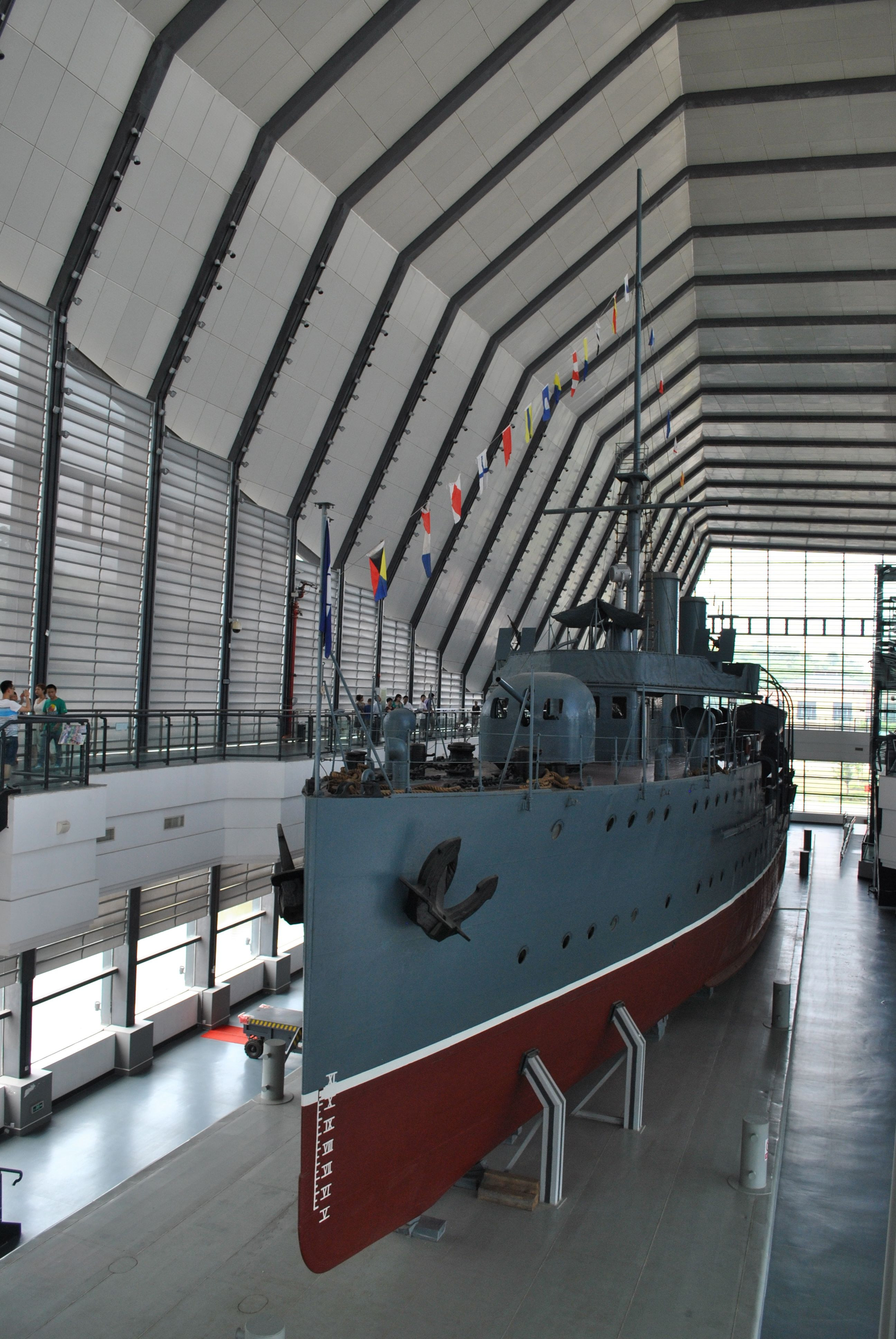
博物館内部(2012年6月23日)
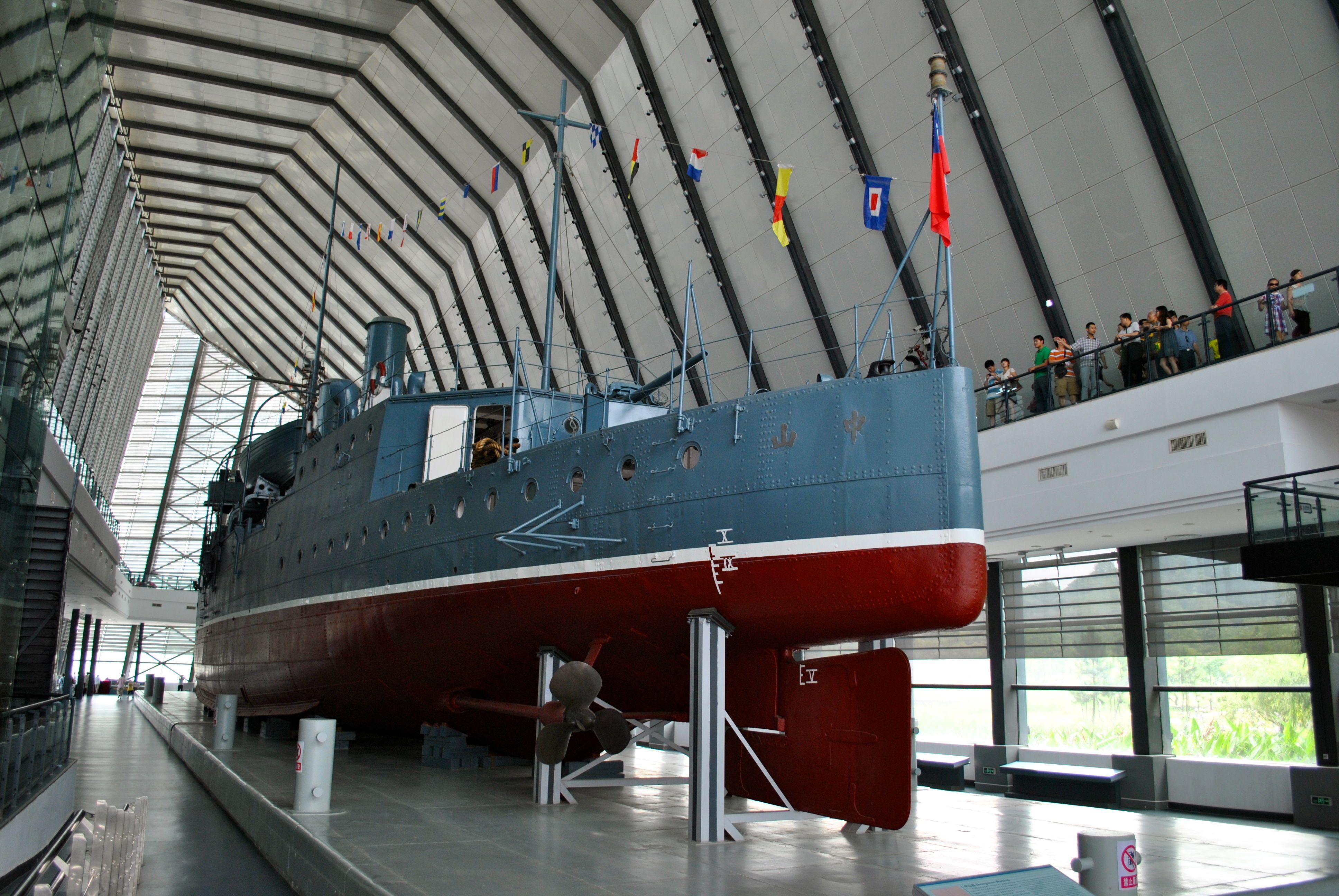
艦尾
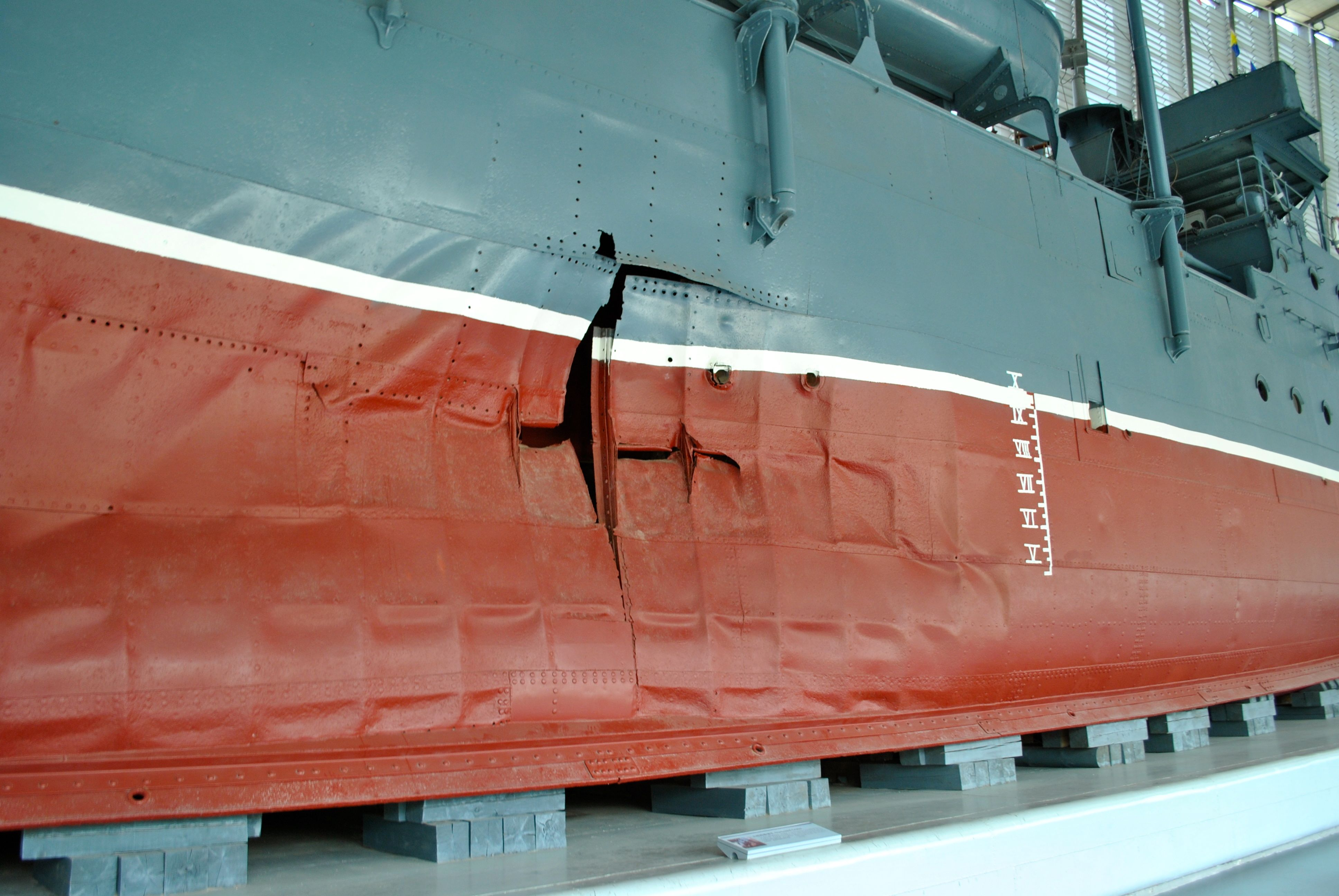
胴体。日本軍の爆撃で空いた穴が残されている。